# Dvorac Erdödy u Jastrebarskom
Dvorac Erdödy u Jastrebarskom je višeslojni objekt u gradu Jastrebarskom, zaštićeno kulturno dobro.

## Opis dobra
Dvorac Erdödy, okružen parkom s ribnjakom i nekolicinom gospodarskih objekata, smješten je u blizini glavnog jastrebarskog trga. Riječ je višeslojnom objektu čiju izgradnju započinje ban Matija Gereb u razdoblju od 1483. do 1489. godine. Obitelj Erdödy, koja ulazi u posjed jastrebarskog vlastelinstva u prvoj polovici 16. stoljeća, dograđuje ga i barokizira. Danas je to četverokrilna građevina s pravokutnim dvorištem u sredini koje je omeđeno arkadno rastvorenim dvorišnim fasadama četiriju krila. Od četiri cilindrične kule na uglovima dvije su u potpunosti očuvane. Dvorac Erdödy izuzetno je vrijedan primjer nizinskog kaštela kontinentalne Hrvatske, koji objedinjuje stambenu i fortifikacijsku funkciju.

## Zaštita
Pod oznakom Z-1574 zavedena je kao nepokretno kulturno dobro - pojedinačno, pravna statusa zaštićena kulturnog dobra, klasificirano kao "profana graditeljska baština".